# Port lotniczy Cumaná
Port lotniczy Cumaná (IATA: CUM, ICAO: SVCU) – port lotniczy położony w Cumaná, w stanie Sucre, w Wenezueli.